# Gabriel Nadal
Gabriel Nadal (Olot el 6 de juliol de 1661- 25 de desembre de 1746) fou un organista català de l'església parroquial de Sant Esteve d'Olot entre el 1679 i el 1746.
Nascut al 1661, era fill de Gabriel Nadal, droguer d'Olot, i de la seva primera muller, Anna. Amb 18 anys va ser candidat a prendre la possessió del benefici de l'orgue. Nadal era portador de dues cartes certificatòries de Joan Cererols, conforme s'havia format a l'Escolania de Montserrat. Al 1679, accedí a la plaça d’organista de Sant Esteve d’Olot, a causa del traspàs del seu titular, Francesc Batlle. Però al 1781, Esteve Benet i Jaume Sala, de la capella de música de la Seu de Girona, van obrir un plet en contra de les condicions amb què se’l tenia a la Comunitat de Preveres, un litigi que s'allargà cinc o sis anys. Durant aquell temps, va accedir al sacerdoci.
El 1734, després de 55 anys exercint d’organista, demanà de poder deixar les seves obligacions com a beneficiat a causa de la seva salut precària i fou substituït per Baltasar Fontfreda. Es coneixen dos dels seus testaments, un de 1693 i l’altre de 1714. En el primer d’aquests, deixava el seu calze i patena de celebrar missa a la Congregació dels Dolors d’Olot, una donació que va fer efectiva en vida al 1746, pocs mesos abans de la seva mort, el 25 de desembre de 1746.